# Colomastix pusilla
Colomastix pusilla är en kräftdjursart som beskrevs av Grube 1864. Colomastix pusilla ingår i släktet Colomastix och familjen Colomastigidae. Arten har ej påträffats i Sverige. Inga underarter finns listade i Catalogue of Life.